# Puits de mine
Pour les articles homonymes, voir Puits.
Pour un article plus général, voir Mine (gisement).

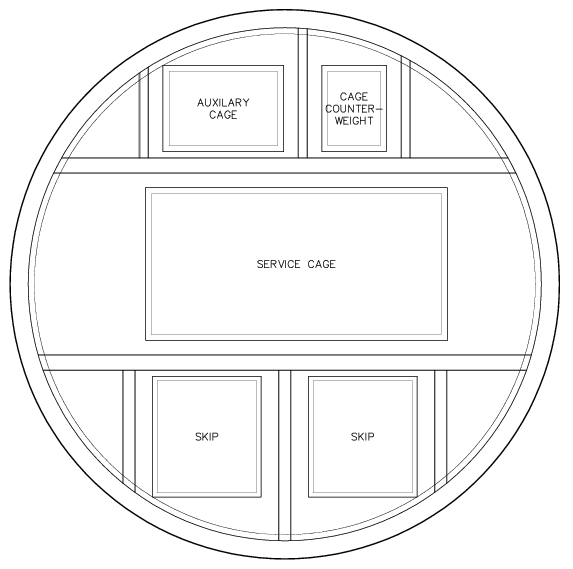
Vue en coupe des compartiments d'un puits.

Un puits de mine est un tunnel vertical creusé pour exploiter les ressources minières du sous-sol.

## Types de puits de mine

Infrastructures typiques permettant l'accès au puits.

Il existe des puits creusés depuis la surface, reconnaissables à leurs chevalements et des puits intérieurs appelés burs. Il y a également une différence entre les puits verticaux et les puits inclinés (aussi appelés descenderies).

## Fonçage
Dans le milieu minier, le creusement d'un puits est dit fonçage.
Les différentes méthodes pour exécuter ce travail ont évolué au cours des âges. Elles ont évidemment été influencées par les progrès techniques. Mais c'est surtout la nature des terrains dans lesquels ils étaient creusés et la profondeur à atteindre qui étaient les facteurs déterminants. 

### Procédé classique
Ce procédé est surtout appliqué quand les puits sont creusés dans de la roche. Dans ce cas, l'abattage se fait à l'explosif. L'enlèvement des déblais se fait au grappin manœuvré par les ouvriers au fond du puits. Ces déblais sont ensuite chargés dans un cuffat tracté et remonté en surface au moyen d'un treuil. La course de ce cuffat variant continuellement avec le creusement  du puits, les câbles (traction et guidage) sont rallongés au fur et à mesure de l'avancement des travaux. 
Le creusement se fait par étapes successives (reprises, retraites ou passes). Dans ce procédé, les terrains encaissant étant stables, ces reprises peuvent être espacées de 15 à 25 mètres. 
Les ouvriers au fond sont protégés par un plancher de sécurité. 
Les parois du puits sont d'abord garnies de planches ou tôles qui constituent un cuvelage provisoire. On exécute ensuite le cuvelage définitif et on reprend le creusement d'une autre passe. 
Ce procédé nécessite la remontée des ouvriers à chaque tir de mine et une bonne ventilation des travaux (aérage).

### Procédé Triger
Dans ce procédé, on ferme l’entrée du puits par une double cloison, ou sas. On envoie de l’air comprimé dans le fonçage à une pression un peu supérieure à celle de l'eau au fond du fonçage.Cet air comprimé refoule l’eau dans les fissures du terrain et l’empêche d'envahir le puits. Pour le service du fonçage, les cloisons du sas sont munies d’ouvertures, fermées par des portes étanches, qui ne sont ouvertes que l’une après l’autre, et jamais simultanément, pour que l’air comprimé ne s’échappe pas. Ce procédé n’est plus guère employé, car il est très.dangereux. Le travail dans l’air comprimé est pénible et anti-hygiénique, et les ouvriers sont exposés à des troubles organiques, souvent mortels. En outre, le procédé ne peut servir que pour traverser de faibles hauteurs de terrains aquifères.

### Procédé Kindt-Chaudron
Ce procédé consiste à creuser le puits comme un trou de sonde de très grand diamètre, sans épuiser l’eau et en attaquant le terrain de l’extérieur avec des outils appropriés tels que trépans et cloches de curage. Une fois le creusement effectué, on descend le revêtement formé d'une série de viroles en fonte qu’on empile les unes sur les autres, et ce n’est qu’après sa pose qu’on peut descendre dans le puits. Ce procédé, lent, coûteux et compliqué, n'est à peu près plus employé. On lui donnait le nom de procédé de fonçage à niveau plein pour rappeler que le travail se faisait sans épuiser, et en laissant le puits plein d’eau, par opposition aux autres procédés qui sont dits à niveau vide.

### Procédé de la trousse coupante
Il arrive parfois que les terrains traversés sont, non seulement très aquifères, mais encore très ébouleux ; par exemple, on peut avoir à traverser un banc de sable imbibé d’eau. On a alors souvent employé un procédé dit de la trousse coupante.
Ce procédé consiste à enfoncer dans le terrain un tube étanche, qui n’est autre que le cuvelage, ou revêtement définitif du puits, et à le faire pénétrer à la façon d’un emporte-pièces. Pour cela, on monte le cuvelage au jour, assise par assise, et on le force à s’enfoncer au fur et à mesure de sa construction, en le munissant à sa base d’un sabot annulaire en acier, et tranchant. C’est à ce sabot tranchant qu’on donne le nom de trousse coupante.
L'enfoncement de la trousse et du cuvelage qui la surmonte est provoqué par la pression de vérins à vis ou hydrauliques, ou quelquefois par le seul poids du cuvelage. Le terrain découpé par le sabot reflue à l’intérieur du cuvelage, et on le déblaie soit en épuisant l’eau avec des pompes et en enlevant le terrain à la main: dans ce cas, le procédé est à niveau vide ; soit en laissant l’eau envahir le fonçage et en enlevant le terrain avec des dragues manœuvrées de l’extérieur : c’est alors un procédé à niveau plein.
Le procédé de la trousse coupante, autrefois assez employé, perd de jour en jour du terrain à cause de ses difficultés d’application. Il est en effet, très difficile de maintenir la verticalité du fonçage. Il est difficile d’obtenir un enfoncement régulier de là trousse qui parfois refuse de s’enfoncer, et d'autres fois se met à descendre avec une rapidité inquiétante. En résumé, le procédé est difficile à employer ; il est lent, coûteux et aléatoire. On ne l’emploie plus guère, et aujourd'hui les fonçages en terrains très aquifères sont exécutés par cimentation, et quelquefois par congélation.

### Procédé par congélation (procédé Pœtch)
Ce procédé consiste à creuser autour du puits une couronne de trous de sonde, dans lesquels on descend deux tuyaux concentriques servant à la circulation d'un liquide à point de congélation très bas.
Ce liquide est envoyé dans les trous de la sonde à une température inférieure à 0 degré, en général -15 à –20°. L'eau qui imbibe le terrain est congelée au voisinage des trous de sonde, et il se forme autour du puits une, muraille de glace, à l'abri de laquelle on peut exécuter le fonçage avec des venues d'eau très réduites. Il faut, bien entendu, faire circuler le liquide réfrigérant pendant tout le temps du fonçage et de la pose du revêtement étanche ou cuvelage destiné à empêcher l'eau d'envahir le puits, lorsque la muraille de glace n'existera plus.

### Procédé par cimentation
Ce procédé consiste à creuser des trous de sonde autour du puits, et a y injecter un mélange d'eau et de ciment (lait de ciment). Le ciment pénètre dans les fissures du terrain et, en faisant prise, il les obstrue de sorte que l'eau ne peut plus y circuler et qu'on peut effectuer le fonçage presque à sec. Ce procédé possède sur la congélation les avantages suivants :
- Il est plus économique : il suffit en général de 8 sondages pour cimenter le terrain, il en faut beaucoup plus, parfois jusqu'à 30, pour le congeler.
- L'injection se fait une fois pour toutes, tandis que, pour la congélation, il faut faire circuler le liquide refroidisseur pendant toute la durée du travail.
- Le travail est plus facile dans les terrains cimentés que dans ceux congelés. Dans ces derniers, en effet, il fait très froid, le travail est pénible, et l'emploi de la dynamite impossible, car elle gèlerait.
- Enfin la consolidation du terrain et l'obstruction des fissures sont choses définitives et permanentes.

### Cas particulier

La méthode de fonçage « sous stot » au puits Saint-Charles (Ronchamp).

Il arrive régulièrement qu'on doive approfondir un puits en activité. L'opération prend alors le nom de « raval ». On procède de la sorte.
Sous le dernier niveau en exploitation, on laisse un « stot » naturel ou on établit une « plate cuve » qui ont pour fonction de protéger les ouvriers pendant le creusement. Par une galerie dérivée on revient à la verticale du puits existant d'où on reprend son creusement. À la fin des travaux on enlève le stot et seul le premier puits subsiste, mais plus profond.

### Aspects financiers
Le fonçage des puits est généralement l'opération la plus coûteuse dans l'installation d'un siège d'exploitation. Et par le passé souvent sans garantie de bonne fin. Les études préparatoires et notamment les sondages étaient donc indispensables.

## Fonction des puits de mine
Les puits peuvent avoir plusieurs fonctions cumulables :
- extraction ;
- aérage ;
- exhaure ;
- descente du matériel et/ou du personnel ;
- recherche ;
- sondage.

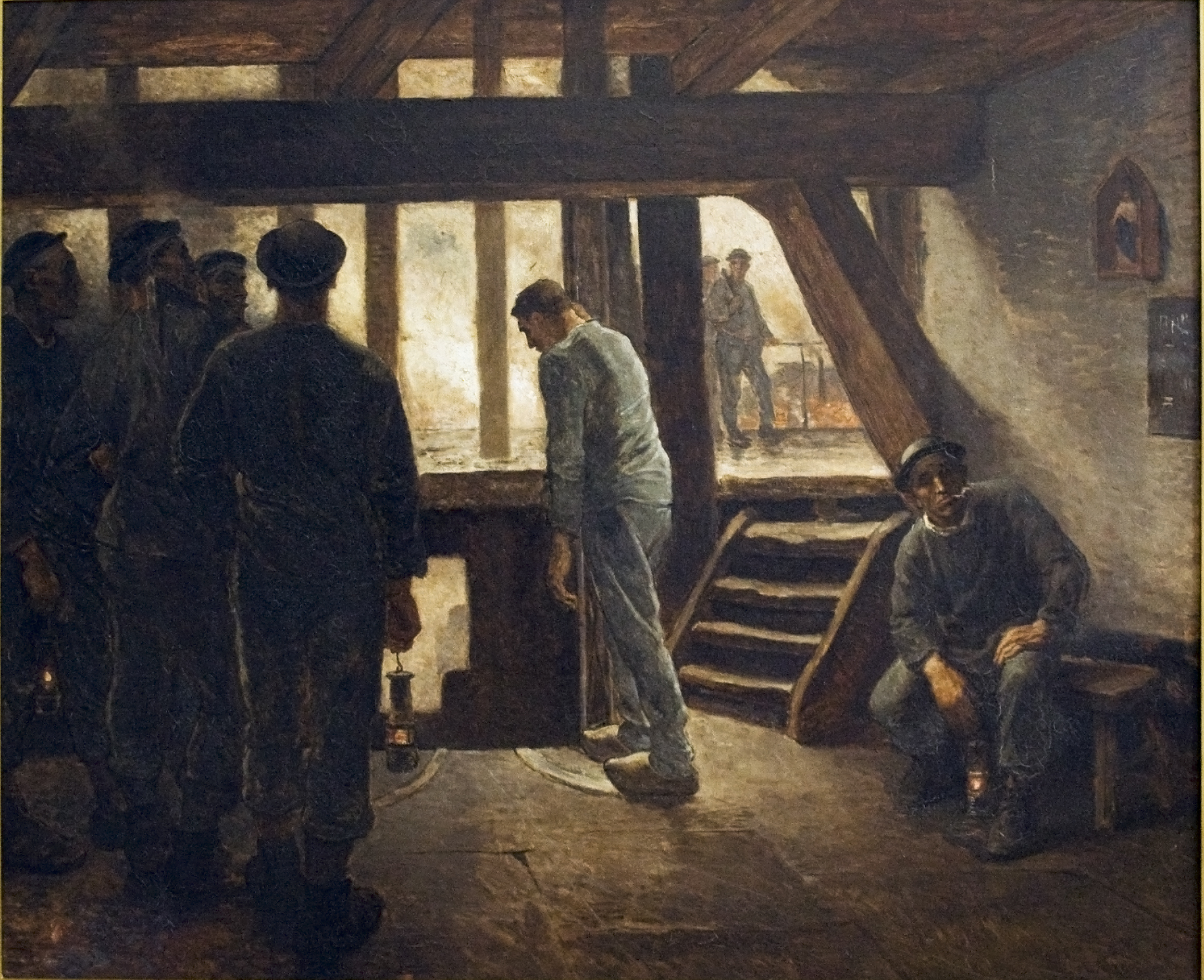
Mineurs (avant la descente), Constantin Meunier Musée Meunier.
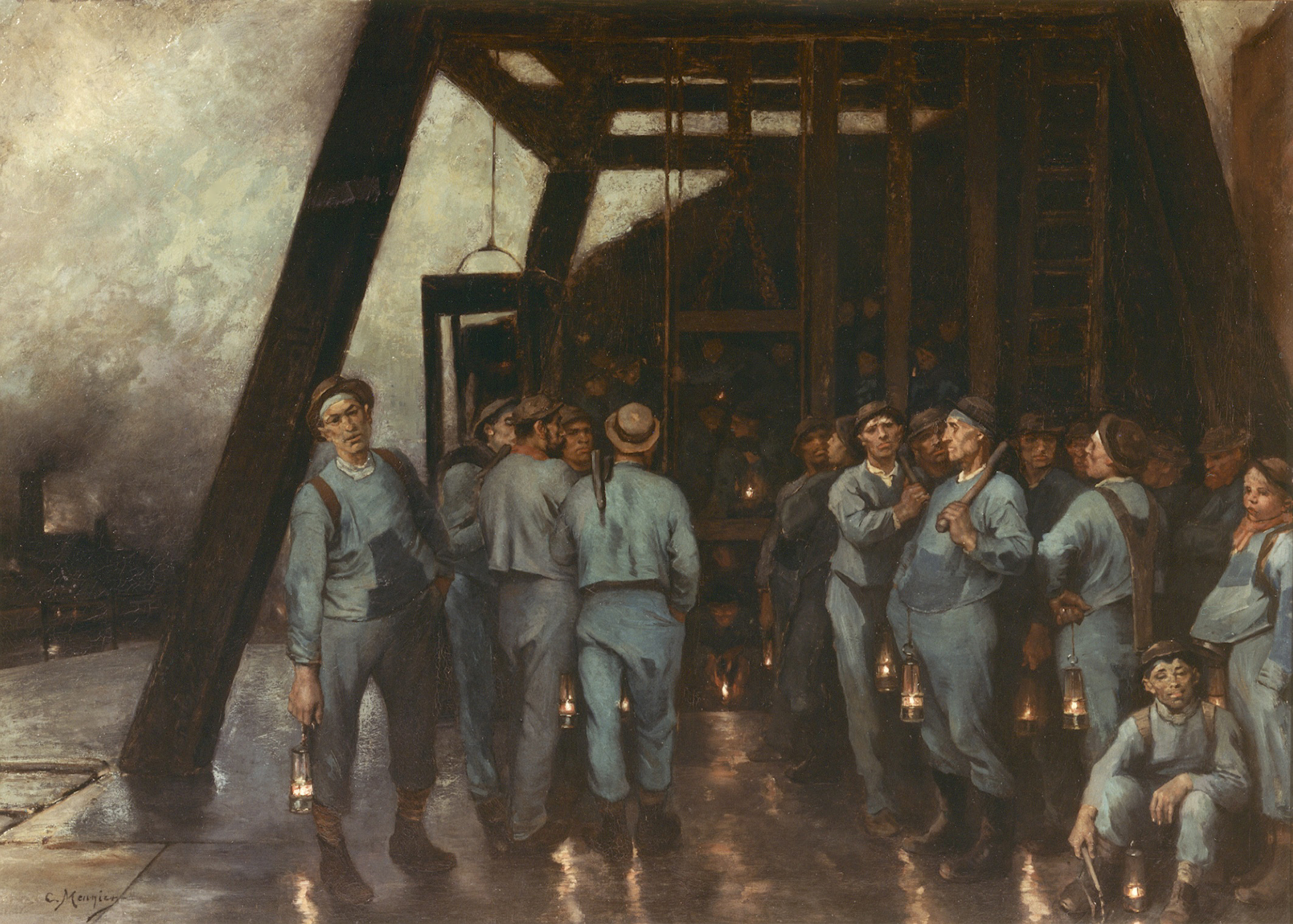
La Descente des mineurs dans la bure, 1882 Constantin Meunier.